# Váczy József (politikus)
Váczy József (Szikszó, 1896. március 1. – Miskolc, 1965. február 10.) magyar kisgazda politikus, országgyűlési képviselő.

## Élete
Értelmiségi családból származott, apja tiszteletbeli főszolgabíró volt. Az első világháború kezdetén, az első mozgósítás idején önként jelentkezett katonának, s a harctereken tanúsított vitéz magatartásáért háromszor is elnyerte a vitézségi érmet. Leszerelése után a Pozsonyban alapított, majd 1923-ban Pécsre áttelepült Magyar Királyi Erzsébet Tudományegyetem jogi karán szerzett jogi és államtudományi doktorátust.
Pályáját – apja nyomdokaiba lépve – Abaúj-Torna vármegye Szikszói járásának szolgabíróként kezdte, de viszonylag rövid idő elteltével otthagyta a közigazgatást, és visszavonult Királykút pusztán lévő család birtokaira és ott gazdálkodott egészen 1945-ig. Közben, már a húszas évei elején bekapcsolódott a Nagyatádi Szabó István-féle kisgazdapárt szervezésébe, 1918-tól az Abaúj vármegyei pártszervezetnek ügyvezető titkára is lett. Később azonban, amikor a párt az Egységes Pártba beolvadva elvesztette önállóságát, több évre visszavonult a politikai élettől.
1931-ben aktivizálódott ismét, amikor is csatlakozott a Független Kisgazdapárthoz (FKGP), és nem sokkal később már ő irányíthatta a Borsod vármegyei pártszervezési munkákat, sőt ő vezette a párt választási kampányát is. Ugyanilyen feladattal bízták meg az 1935-ös választás előtt is, a következő, 1939. évi általános választáson pedig országgyűlési képviselői mandátumot is elnyert, pártja vármegyei listáján.
A következő években az FKGP Borsod vármegyei szervezetének elnöke volt, ám 1943-ben kilépett a kisgazdapártból, és bár nem csatlakozott a kormányon lévő Magyar Élet Pártjához, de szorosan együttműködött vele. A második világháború után ismét a kisgazdapártban tűnt fel, 1944. december 17-én beválasztották az Ideiglenes Nemzetgyűlésbe és tagja lett Miskolc város nemzeti bizottságának. 1945. január 29-én bekerült a miskolci, majd április 3-án a Borsod vármegyei törvényhatósági bizottságba is. Az FKGP felső vezetése azonban még ugyanazon év tavaszán, a háború alatti magatartására hivatkozva lemondatta az ideiglenes nemzetgyűlésben viselt tagságáról; ezt követően teljesen visszavonult és a közéletben később már semmilyen formában nem vett részt.